# Oscil·lador de control numèric
El sumador està dissenyat per desbordar-se quan la suma del valor absolut dels seus operands supera la seva capacitat (2N -1). El bit de desbordament es descarta, de manera que l'amplada de la paraula de sortida sempre és igual a l'amplada de la paraula d'entrada. La resta {\displaystyle \phi _{n}}, anomenat residu, s'emmagatzema al registre i el cicle es repeteix, començant aquest temps des de {\displaystyle \phi _{n}} (vegeu la figura 2). Com que un acumulador de fases és una màquina d'estats finits (autòmat finit), eventualment el residu d'alguna mostra K ha de tornar al valor inicial {\displaystyle \phi _{0}}. L'interval K es coneix com la gran taxa de repetició (GRR) donada per
{\displaystyle {\mbox{GRR}}={\frac {2^{N}}{{\mbox{GCD}}(\Delta F,2^{N})}}}
on MCD és la funció de màxim comú divisor. El GRR representa la periodicitat real d'un determinat {\displaystyle \Delta F} que per a un NCO d'alta resolució pot ser molt llarg. En general, ens interessa més la freqüència de funcionament determinada per la velocitat mitjana de desbordament, donada per
{\displaystyle F_{out}={\frac {\Delta F}{2^{N}}}F_{clock}} (1)
La resolució de freqüència, definida com el canvi incremental més petit possible en la freqüència, ve donada per
{\displaystyle F_{res}={\frac {F_{clock}}{2^{N}}}} (2)
L'equació (1) mostra que l'acumulador de fases es pot considerar com un divisor de freqüència programable no enter de la relació de divisió. {\displaystyle \Delta F/2^{N}}.

## Convertidor de fase a amplitud
El convertidor d'amplitud de fase crea la forma d'ona del domini de mostra a partir de la paraula de sortida de fase truncada rebuda del PA. El PAC pot ser una memòria simple de només lectura (ROM) que conté 2M mostres contigües de la forma d'ona de sortida desitjada que normalment és una sinusoide. Sovint, però, s'utilitzen diversos trucs per reduir la quantitat de memòria necessària. Això inclou diverses expansions trigonomètriques,  aproximacions trigonomètriques i mètodes que aprofiten la simetria de quadratura que mostren les sinusoides. Alternativament, el PAC pot consistir en una memòria d'accés aleatori que es pot omplir com es desitgi per crear un generador de formes d'ona arbitrari.

## Productes espuris
Els productes espuris són el resultat de la distorsió harmònica o no harmònica en la creació de la forma d'ona de sortida a causa d'efectes numèrics no lineals en la cadena de processament del senyal. Aquí només es cobreixen els errors numèrics. Per a altres mecanismes de distorsió creats al convertidor digital-analògic, consulteu la secció corresponent a l'article del sintetitzador digital directe.
{\displaystyle n_{W}={\frac {2^{W}}{{\mbox{GCD}}(\Delta F,2^{W})}}-1}  (3)